# Mistrzostwa Świata w Saneczkarstwie 2015
45. Mistrzostwa świata w saneczkarstwie 2015 odbyły się w dniach 14–15 lutego w łotewskiej Siguldzie. Rozegrane zostały cztery konkurencje: jedynki kobiet, jedynki mężczyzn, dwójki mężczyzn oraz zawody drużynowe.

## Terminarz
| Data           | Miejscowość | Konkurencja      | Złoto                                                                 | Srebro                                                                               | Brąz                                                             |
| -------------- | ----------- | ---------------- | --------------------------------------------------------------------- | ------------------------------------------------------------------------------------ | ---------------------------------------------------------------- |
| 14 lutego 2015 | Sigulda     | Jedynki mężczyzn | Siemion Pawliczenko                                                   | Felix Loch                                                                           | Wolfgang Kindl                                                   |
| 14 lutego 2015 | Sigulda     | Dwójki mężczyzn  | Niemcy Tobias Wendl · Tobias Arlt                                     | Austria Peter Penz · Georg Fischler                                                  | Włochy Christian Oberstolz · Patrick Gruber                      |
| 15 lutego 2015 | Sigulda     | Jedynki kobiet   | Natalie Geisenberger                                                  | Tatjana Iwanowa                                                                      | Tatjana Hüfner                                                   |
| 15 lutego 2015 | Sigulda     | Drużynowe        | Niemcy Natalie Geisenberger · Felix Loch · Tobias Wendl · Tobias Arlt | Rosja Tatjana Iwanowa · Siemion Pawliczenko · Andriej Bogdanow · Andriej Miedwiediew | Kanada Alex Gough · Samuel Edney · Tristan Walker · Justin Snith |

## Wyniki

### Jedynki kobiet
- Data / Początek: Niedziela 15 lutego 2015

| Medal | Zawodniczka           | Narodowość        | 1. zjazd | 2. zjazd | Czas     | Strata |
| ----- | --------------------- | ----------------- | -------- | -------- | -------- | ------ |
|       | Natalie Geisenberger  | Niemcy            | 42.014   | 42.128   | 1:24.142 |        |
|       | Tatjana Iwanowa       | Rosja             | 42.229   | 42.229   | 1:24.458 | +0.316 |
|       | Tatjana Hüfner        | Niemcy            | 42.215   | 42.248   | 1:24.463 | +0.321 |
| 4.    | Erin Hamlin           | Stany Zjednoczone | 42.241   | 42.268   | 1:24.509 | +0.367 |
| 5.    | Alex Gough            | Kanada            | 42.288   | 42.328   | 1:24.616 | +0.474 |
| 6.    | Dajana Eitberger      | Niemcy            | 42.324   | 42.329   | 1:24.653 | +0.511 |
| 7.    | Anke Wischnewski      | Niemcy            | 42.364   | 42.359   | 1:24.723 | +0.581 |
| 8.    | Jekatierina Katnikowa | Rosja             | 42.308   | 42.421   | 1:24.729 | +0.587 |
| 9.    | Summer Britcher       | Stany Zjednoczone | 42.413   | 42.347   | 1:24.760 | +0.618 |
| 10.   | Natalja Choriewa      | Rosja             | 42.357   | 42.445   | 1:24.802 | +0.660 |
|       | ---                   |                   |          |          |          |        |
| 19.   | Natalia Wojtuściszyn  | Polska            | 42.825   | 43.363   | 1:26.188 | +2.046 |
| 20.   | Ewa Kuls              | Polska            | 42.836   | –        | –        | –      |

### Jedynki mężczyzn
- Data / Początek: Sobota 14 lutego 2015

| Medal | Zawodniczka            | Narodowość        | 1. zjazd | 2. zjazd | Czas     | Strata |
| ----- | ---------------------- | ----------------- | -------- | -------- | -------- | ------ |
|       | Siemion Pawliczenko    | Rosja             | 48.137   | 48.151   | 1:36.288 |        |
|       | Felix Loch             | Niemcy            | 48.173   | 48.186   | 1:36.359 | +0.071 |
|       | Wolfgang Kindl         | Austria           | 48.265   | 48.207   | 1:36.472 | +0.184 |
| 4.    | Aleksandr Pierietiagin | Rosja             | 48.186   | 48.306   | 1:36.492 | +0.204 |
| 5.    | Andi Langenhan         | Niemcy            | 48.227   | 48.317   | 1:36.544 | +0.256 |
| 6.    | Chris Mazdzer          | Stany Zjednoczone | 48.584   | 48.216   | 1:36.800 | +0.512 |
| 7.    | Stiepan Fiodorow       | Rosja             | 48.312   | 48.532   | 1:36.844 | +0.556 |
| 8.    | Johannes Ludwig        | Niemcy            | 48.267   | 48.653   | 1:36.920 | +0.632 |
| 9.    | Julian von Schleinitz  | Niemcy            | 48.657   | 48.394   | 1:37.051 | +0.763 |
| 10.   | Riks Kristens Rozitis  | Łotwa             | 48.489   | 48.635   | 1:37.124 | +0.836 |
|       | ---                    |                   |          |          |          |        |
| 16.   | Maciej Kurowski        | Polska            | 48.787   | 48.690   | 1:37.477 | +1.189 |

### Dwójki mężczyzn
- Data / Początek: Sobota 14 lutego 2015

| Medal | Zawodnicy                            | Narodowość        | 1. zjazd | 2. zjazd | Czas      | Strata  |
| ----- | ------------------------------------ | ----------------- | -------- | -------- | --------- | ------- |
|       | Tobias Wendl Tobias Arlt             | Niemcy            | 41.929   | 41.971   | 1:23.900  |         |
|       | Peter Penz Georg Fischler            | Austria           | 41.988   | 42.048   | 1:24.036  | +0.136  |
|       | Christian Oberstolz Patrick Gruber   | Włochy            | 42.066   | 42.091   | 1:24.157  | +0.257  |
| 4.    | Toni Eggert Sascha Benecken          | Niemcy            | 42.058   | 42.211   | 1:24.269  | +0.369  |
| 5.    | Ludwig Rieder Patrick Rastner        | Włochy            | 42.139   | 42.179   | 1:34.318  | +0.418  |
| 6.    | Andris Šics Juris Šics               | Łotwa             | 42.152   | 42.197   | +1:24.349 | +0.449  |
| 7.    | Andriej Bogdanow Andriej Miedwiediew | Rosja             | 42.196   | 42.219   | 1:24.415  | +0.515  |
| 8.    | Władisław Jużakow Władimir Prochorow | Rosja             | 42.257   | 42.339   | 1:24.596  | +0.696  |
| 9.    | Matthew Mortensen Jayson Terdiman    | Stany Zjednoczone | 42.318   | 42.294   | 1:24.612  | +0.712  |
| 10.   | Oskars Gudramovičs Pēteris Kalniņš   | Łotwa             | 42.363   | 42.276   | 1:24.639  | +0.739  |
|       | ---                                  |                   |          |          |           |         |
| 17.   | Artur Gędzius Jakub Kowalewski       | Polska            | 42.820   | 52.265   | 1:35.085  | +11.185 |
| 22.   | Patryk Poręba Karol Mikrut           | Polska            | 51.440   | –        | –         | –       |

### Drużynowe
- Data / Początek: Niedziela 15 lutego 2015

| Medal | Zawodnicy                                                                | Narodowość        | Czas     | Strata |
| ----- | ------------------------------------------------------------------------ | ----------------- | -------- | ------ |
|       | Natalie Geisenberger/Felix Loch/Tobias Wendl/Tobias Arlt                 | Niemcy            | 2:13.152 |        |
|       | Tatjana Iwanowa/Siemion Pawliczenko/Andriej Bogdanow/Andriej Miedwiediew | Rosja             | 2:13.234 | +0.082 |
|       | Alex Gough/Samuel Edney/Tristan Walker/Justin Snith                      | Kanada            | 2:14.129 | +0.977 |
| 4.    | Andrea Vötter/Dominik Fischnaller/Christian Oberstolz/Patrick Gruber     | Włochy            | 2:14.304 | +1.152 |
| 5.    | Erin Hamlin/Chris Mazdzer/Matthew Mortensen/Jayson Terdiman              | Stany Zjednoczone | 2:14.542 | +1.390 |
| 6.    | Miriam Kastlunger/Wolfgang Kindl/Peter Penz/Georg Fischler               | Austria           | 2:14.633 | +1.481 |
| 7.    | Elīza Tīruma/Inārs Kivlenieks/Andris Šics/Juris Šics                     | Łotwa             | 2:14.790 | +1.638 |
| 8.    | Viera Gbúrová/Jozef Ninis/Jakub Šimoňák/Patrik Tomaško                   | Słowacja          | 2:16.163 | +3.011 |
| 9.    | Natalia Wojtuściszyn/Maciej Kurowski/Artur Gędzius/Jakub Kowalewski      | Polska            | 2:16.481 | +3.329 |
| 10.   | Ołena Stećkiw/Andrij Mandzij/Ołeksandr Obołonczyk/Roman Zacharkiw        | Ukraina           | 2:17.492 | +4.340 |

## Klasyfikacja medalowa
| Miejsce | Państwo | złoto | srebro | brąz | Razem |
| ------- | ------- | ----- | ------ | ---- | ----- |
| 1.      | Niemcy  | 3     | 1      | 1    | 5     |
| 2.      | Rosja   | 1     | 2      | 0    | 3     |
| 3.      | Austria | 0     | 1      | 1    | 2     |
| 4.      | Kanada  | 0     | 0      | 1    | 1     |
| 4.      | Włochy  | 0     | 0      | 1    | 1     |